# Esporte Fantástico
Esporte Fantástico foi uma revista eletrônica semanal de esportes, exibido pela Record de 5 de julho de 2009 à 14 de março de 2020. Era apresentado por Mylena Ciribelli e Lucas Pereira.

## História
O programa estreou em 5 de julho de 2009, sob a apresentação de Mylena Ciribelli e Reinaldo Gottino, este último que apresentou apenas três programas. No primeiro programa, os telespectadores acompanharam o dia em que o jogador brasileiro mais caro da história foi apresentado ao Real Madrid, e uma entrevista exclusiva com Kaká. O programa marcou também a estreia de Mylena Ciribelli na RecordTV que, após 18 anos na Globo, assinou contrato com a nova emissora em junho de 2009.
Meses depois da estreia, o programa foi transferido das manhãs de domingo (os primeiros programas foram exibidos ao meio-dia, mas depois, houve mudança para o horário de 8h15 da manhã, para não concorrer com o Esporte Espetacular) para as tardes de sábado da Record. A estreia do novo horário e dia aconteceu em 26 de setembro de 2009.
Visando ampliar o espaço do programa no ano (2011) do Pan de Guadalajara, que a Record transmitiu com exclusividade na TV aberta, e tratando-se também de um teste de um novo horário para o esportivo da Record, o Esporte Fantástico passou a ser exibido a partir de 12 de fevereiro (sábado) de 2011, das 10h às 12h. A mudança teve repercussão em toda a rede de emissoras da Record. Antes, a faixa das 10h às 13h dos sábados era ocupada por programas locais na maioria das afiliadas. O Hoje em Dia era praticamente limitado ao eixo Rio-São Paulo. Com a exibição do "Esporte Fantástico" das 10h às 12h, os programas locais passaram a ir ao ar das 12h às 15h.
Em 10 de março de 2012, o programa passou a ser exibido em HDTV e o cenário passou a ser virtual/chroma key; foram 30 câmeras de alta definição espalhadas pelo estúdio, que "costuravam" o traje em HD do novo cenário. E o narrador Maurício Torres se juntou a apresentação ao lado de Mylena Ciribelli e Cláudia Reis.
Em 16 de junho de 2012, a Rede Globo solicitou, ao INPI, a revisão do nome do programa. A emissora alegou que o nome do programa é uma junção de Esporte Espetacular e Fantástico, programas exibidos no mesmo dia do Esporte Fantástico. O INPI aceitou a argumentação da emissora e solicitou à Record a troca do nome do programa, proibindo-a de utilizá-lo. A emissora entrou com recurso.
Em 2016, as apresentadoras Juliana Rios e Claudia Reis estavam grávidas de seus respectivos esposos e seriam mães de meninas. As duas não tiveram substitutas durante a licença-maternidade e apenas Lucas e Milena apresentaram sozinhos o programa. Claudia voltou durante as Olimpíadas de 2016.
Em 22 de setembro de 2018, o programa ganhou novo cenário e nova roupagem gráfica.
Em 18 de março de 2020, por causa da paralisação dos eventos esportivos devido a pandemia de COVID-19, o Esporte Fantástico foi suspenso da grade e substituído por uma versão estendida do Fala Brasil, indo das 7h até o meio-dia. Devido à boa audiência do programa jornalístico, o programa voltaria a grade só em 2021, mas isso não aconteceu, mesmo que a emissora fechasse a compra de eventos, como o Campeonato Carioca e o Campeonato Paulista, fazendo com que a atração saísse do ar de vez.

## Local
Em Minas Gerais, a RecordTV Minas criou uma versão própria do programa, exibida logo após a versão nacional do programa (ao meio-dia), e apresentada por Garcia Júnior. Esta edição, única local do programa, saiu do ar em 2013.

## A morte de Maurício Torres
No dia 31 de maio de 2014, o apresentador do programa Maurício Torres, morre por consequências de uma infecção no coração. Maurício estava afastado para cuidar da saúde desde o início do mesmo mês.

## Novos Apresentadores
Em outubro de 2014, o narrador Lucas Pereira, contratado da emissora em 2012, e que fazia a locução algumas matérias no programa, comanda interinamente durante as férias de Cláudia Reis. Mas a emissora decide por fixa-lo no comando ao lado de Cláudia e Mylena Ciribelli. Em fevereiro de 2015, Juliana Rios passa a apresentar o programa ao lado de Cláudia, Mylena e Lucas além de realizar matérias fora do estúdio.

## Histórico de Apresentadores
- Mylena Ciribelli (2009-2020)
- Reinaldo Gottino (2009, somente três programas)
- Thalita Oliveira (2009-2010)
- Cláudia Reis (2010-2019)
- Maurício Torres (2012-2014, falecido)
- Lucas Pereira (2014-2020)
- Juliana Rios (2015-2019)